# XHAMO-TDT
XHAMO-TDT es una estación de televisión propiedad del Gobierno del estado de Colima, operado por el Instituto Colimense de Radio y Televisión, trasmite para la ciudad de Colima y Villa de Álvarez. Inicio sus transmisiones el 26 de junio de 1989, anteriormente se le conoció con el nombre de Canal 11 y Once TV Conexión.

## Orígenes
Al finalizar el sexenio de la Licda. Griselda Álvarez Ponce de León, Gobernadora del Estado durante el periodo 1979-1985, ya se visualizaba la posibilidad de establecer un sistema de comunicación social electrónico que uniera al gobierno del estado con la población en general, teniendo como finalidad primordial la de difundir, apoyar, rescatar y fomentar todas expresiones culturales de Colima; informar de manera oportuna y veraz los hechos relevantes de la dinámica social, así  como la sana diversión, el entretenimiento, el fomento al deporte y los avances de la ciencia y la tecnología. 
Durante el sexenio del Lic. Elías Zamora Verduzco, con apoyo de IMEVISIÓN al frente de Pablo Marentes y con la tutela del Ing. Mario Aguilar Sánchez, se inician los trabajos para iniciar con un canal de televisión local. 

### Inicios
En un esfuerzo por mantener un mejor vínculo con la ciudadanía colimense el Gobierno del Estado creó XHAMO-TV TEVECOLIMA Canal Once como un organismo desconcentrado del Gobierno del Estado de Colima, según decreto publicado en el Diario Oficial el 3 de junio de 1989.
El 25 de junio del mismo se realiza la primera transmisión de prueba, un control remoto desde La Estancia, Colima, con la visita del Presidente Carlos Salinas de Gortari, al día siguiente se inaugura oficialmente el canal, teniendo así su primera transmisión en las antenas transmisoras de Canal 12.

### Cambio de Canal
El 26 de junio de 1994 la frecuencia cambió al 11, pues para ese tiempo llegó la señal de Canal 13 de Televisa a la ciudad y se daba la interferencia de señales, razón por la que se dejó una frecuencia libre entre los dos canales, desde entonces y hasta la fecha se transmite en dicha frecuencia. Se denomina al cambio, CANAL 11.

## Afiliación con La Red de Radiodifusoras y Televisoras Educativas y Culturales de México
En el mes de octubre de este mismo año, TEVECOLIMA CANAL 11 fue fundador junto con otros veinte sistemas del país de La Red de Radiodifusoras y Televisoras Educativas y Culturales de México, asociación civil creada para ser apoyo entre los medios de comunicación de bajos recursos económicos y grandes cambios sexenales; trabajando en la firma de convenios con instituciones educativas, en el intercambio de producciones y en la transmisión semanal de un programa realizado con material de todas las televisoras afiliadas, este espacio se sube a satélite y se transmite en todos los estados con estación televisora afiliada, logrando así la difusión de casi la totalidad del territorio nacional.

## Programación
Las producciones de TEVECOLIMA se clasifican en: Culturales, noticiosas, deportivas, periodísticas, infantiles y programas especiales, además la estación televisora es un canal con experiencia en producciones en vivo y en directo, muestra de ello son las transmisiones simultáneas de algunos eventos importantes del estado como desfiles, jornadas electorales, ceremonias del grito de independencia e informes de gobierno, además de eventos de belleza, informes de actividades universitarias y festejos populares como la Feria Estatal de Todos Santos que se lleva a cabo en el municipio de Colima, entre otros.

## Creación del Instituto Colimense de Radio y Televisión
Con el objetivo de contribuir al desarrollo regional enriqueciendo la vida de los colimenses, nace el Instituto Colimense de Radio y Televisión, conformado por las estaciones de Radio 98.1 Conexión y la televisora Tevecolima Canal 11; el decreto de creación se publicó en el Periódico Oficial del Gobierno Constitucional el 10 de febrero de 2007. Permitiendo así, ser un medio de emisores y receptores con apertura, tolerancia y respeto a la pluralidad de los Colimenses.

## Ampliación de señal a la costa de Colima
El 26 de junio de 2008, el Lic. Silverio Cavazos Cevallos, Gobernador del Estado inauguró mediante transmisión en vivo, la ampliación de la señal de televisión vía sistemas de cable, para las ciudades de Tecomán, Armería y Manzanillo.